# Лобетал
Лобетал — город в Аделаид-Хиллз районе Южной Австралии. Расположен в районе местного самоуправления совета Аделаида-Хиллз. Долгое время являлся центром шерстообрабатывающей промышленности Аделаида-Хиллз, которая просуществовала примерно до 1950 года. Здания мельницы в настоящее время используются рядом предприятий кустарного производства и ручной работы.
Город известен выставлением рождественских огней и украшений в период рождества, которые привлекают туристов со всего штата с 1950-х годов.

## История
Лобетал был заселен в 1842 году прусскими иммигрантами, которые приехали в Южную Австралию с пастором Готардом Фриче на борту парусника Skjold. Изначально они направлялись в Хандорф, но были извещены о хорошей земле в верхней Онкапаринге. Немецкие лютеранские поселенцы предоставили соотечественнику Иоганну Фридриху Круммноу, который прибыл в Южную Австралию тремя годами ранее и был натурализованным гражданином Англии, средства на покупку земли для основания общины. Круммноу хотел, чтобы поселение основывалось на его собственных принципах совместной собственности и веры. Поселенцы Лобетала отвергли видение Круммноу и юридически оспорили его право на владение землёй.
«Лобетал» по-немецки означает «долина хвалы». В день раздела земли, согласно отчету преподобного И. Эй, «он получил название Лобетал, взятое из II Книги Паралипоменон, глава 20, стих 26, что, согласно переводу Лютера, означает Лобетал или „Долина хвалы“».
Город, как и многие немецкие города в Южной Австралии, был построен в типичном для Силезии стиле — хуфендорф, с коттеджами, расположенными в ряд вдоль главной улицы. У каждой семьи была длинная узкая полоска земли (используемая для выращивания сельскохозяйственных культур), простирающаяся от главной улицы до деревенской границы, где все семьи могли выпускать пастись своих животных. Преимущества такой планировки заключались в том, что у каждого был доступ как к пресной воде, так и к главной дороге, а также относительно равномерное распределение плодородных и неплодородных земель. Хотя город развился до неузнаваемости (главной улицей была Милл-роуд, ныне западная граница города), элементы планировки хуфендорфа сохранились.
В 1845 году была построена лютеранская церковь Святого Иоанна; в настоящее время это старейшее здание лютеранской церкви в Австралии. Рядом была построена новая церковь. Многие традиции поселенцев сохраняются и по сей день, хотя город не такой откровенно германский, как Хандорф или Тананда.
В 1850 году Ф. В. Кляйншмидт основал пивоварню. Она закрылась примерно через два десятилетия, когда Кляйншмидт обратил свое внимание на выращивание хмеля, которое впоследствии стало основным направлением сельского хозяйства Лобетала. Сама пивоварня была преобразована в фабрику Lobethal Tweed Factory, которая стала шерстяной компанией Onkaparinga и работала до 1992 года. Фабрика по производству крикетных бит, использующая местную иву, также работала с 1894 по 1950 год.
Из-за Великой войны в Европе в 1917 году правительство штата Южная Австралия изменило многие немецкие географические названия. Название Лобетал было изменено на Твидвейл (в честь крупного промышленного предприятия). Название Лобетал было восстановленно 12 декабря 1935 года с принятием Закона о номенклатуре Южной Австралии.